# Winfried Geier
Winfried Geier (* 23. August 1960) ist ein ehemaliger deutscher Fußballspieler und -trainer.

## Karriere
Der Abwehrspieler begann seine Fußballerlaufbahn in der Nachwuchsmannschaft des SC Adelsdorf. Nach der C-Jugend wechselte er zum ASV Herzogenaurach, der damals in der höchsten deutschen Jugendklasse, der Jugend-Bayernliga spielte. Während seiner Herzogenauracher Zeit absolvierte Geier 16 Spiele in der Jugendnationalmannschaft.
Bei der Firma adidas absolvierte er erfolgreich eine Lehre als Industriekaufmann.
1979 wechselte er zum FC Schalke 04 und bestritt für die Königsblauen 53 Bundesligaspiele und 33 Zweitligaspiele. Er erzielte in dieser Zeit 5 Tore. Zudem bestritt er im Jahre 1980 3 Spiele für die deutsche U-21-Fußballnationalmannschaft.
1984 ließ er sich nach einem erlittenen Achillessehnenanriss reamateurisieren und wechselte zum 1. FC 01 Bamberg. Zusammen mit Klaus Täuber vom Club und Dietmar Beiersdorfer wurden die Spieler nicht vom Bamberger Verein selbst angestellt, sondern von einer Werbeagentur, die die Spieler dann an den Verein auslieh. 1986 wechselte er zum Bayernligaaufsteiger 1. FC Amberg, der damals vom ehemaligen Dortmunder Nationalspieler Aki Schmidt trainiert wurde.
1987 holte Werner Lorant, mit dem Winfried Geier ein halbes Jahr auf Schalke zusammengespielt hatte, den Abwehrspieler für zwei Jahre zum 1. FC Schweinfurt 05, wo er, nachdem der Verein jahrelang zwischen der Bayernliga und der Landesliga pendelte, den erneuten Abstieg vermeiden konnte.
Nach seiner Schweinfurter Zeit wechselte Geier in den Bamberger Raum und spielte zwei Jahre für den SV Hallstadt und drei Jahre für den SV Memmelsdorf in der Landesliga Nord.
Von 1994 bis 2000 spielte der Rechtsfuß beim SC 08 Bamberg. Mit knapp 40 Jahren wechselte Geier noch einmal überraschend zum FSV Großenseebach als Spielertrainer und betreute die Mannschaft mit einjähriger Unterbrechung bis ins Jahr 2006.